# Klaus Scheld
Klaus Scheld († 1402 in Hamburg) war einer der Anführer der Likedeeler, einer Vereinigung ehemaliger Vitalienbrüder.
Zusammen mit Klaus Störtebeker, Gödeke Michels und Magister Wigbold, ebenfalls Anführer der Likedeeler, machte er Ende des 14. Jahrhunderts die Nord- und Ostsee unsicher. Sie besaßen schnelle Schiffe, die blitzartig die Schiffe der Hanse aufbrachten und enterten. Erstmals erwähnt wurde Scheld in einer englischen Klageakte aus dem Jahr 1405, die sich auf insgesamt 36 „Schadensfälle“ durch Piraten zwischen den Jahren 1393 und 1405 bezieht.
Die meisten dieser Angriffe ereigneten sich vor der Vertreibung der Vitalienbrüder aus Gotland im Jahr 1398 und behandelten die erlittenen Einbußen bei Überfällen der Seeräuber auf englische Schiffe oder Schiffe mit englischen Waren in der Ostsee und vor den Küsten Dänemarks und Norwegens. Insgesamt wird Klaus Störtebeker in der Klageakte fünfmal mit Gödeke Michels und Klaus Scheld zusammen und neunmal nur mit Michels alleine als Anführer der Kaperfahrten genannt.
Eine Schadensliste der Engländer nennt folgende Seeräuber:
1394: Heinrich von Pommern, Gödeke Michels, Hans Haufoote, Peter Haufoote, Claus Boniface, Rainbek u. a. aus Wismar und Rostock;

1394: Gödeke Michels, Klaus Scheld, Störtebeker u. a.;

1395: Hans von Wethemonkule, Klaus Scheld, Gödeke Michels und einer, Störtebeker genannt.
Scheld wurde vermutlich im Jahre 1402 zusammen mit seinen Kameraden auf dem Grasbrook in Hamburg zeitgleich oder kurz nach Störtebeker hingerichtet. Historisch eindeutige Beweise dafür gibt es aber nicht.